# Tipo recursivo
Em ciência da computação, um tipo recursivo é um tipo de dado para valores que podem conter outros valores do mesmo tipo.
Um exemplo é uma lista em Haskell:
```
data
 
List
 
a
 
=
 
Nil
 
|
 
Cons
 
a
 
(
List
 
a
)

```

Isso indica que uma lista de a ou é uma lista vazia ou um elemento a (a cabeça da lista) seguido de uma lista de a  (a cauda da lista).

## Teoria
Em teoria dos tipos, um tipo recursivo possui a forma geral {\displaystyle \mu \alpha .T} em que a variável tipo {\displaystyle \alpha } pode aparecer no tipo {\displaystyle T} e corresponder a todo o tipo. Por exemplo, o número natural (ver axiomas de Peano) pode ser definido pelo tipo Haskell:
```
 data Nat = Zero | Succ Nat
```

Em teoria dos tipos, diz-se:{\displaystyle nat=\mu \alpha .1+\alpha } em que representa-se os construtores Zero e Succ. O primeiro não leva argumentos (então, representado pelo tipo unidade), e o segundo leva como argumento outro número natural (então, outro elemento {\displaystyle \mu \alpha .1+\alpha }).